# Úrsula Heredia Lagunas
Úrsula Heredia Lagunas (18 de febrero de 1947–Zaragoza, 8 de mayo de 2021) fue una arquitecta española especializada en patrimonio y restauración de edificios.

## Trayectoria
Heredia se licenció como arquitecta en 1977, y llevó a cabo su actividad profesional principalmente en Aragón desde las últimas décadas del siglo XX. Fue arquitecta municipal en Zaragoza, donde además fue jefa del servicio municipal de Patrimonio Cultural.
Era sobrina del pintor y arquitecto Santiago Lagunas, fundador del Grupo Pórtico, un grupo de pintura abstracta e informalista pionero en la abstracción española. Fue representante del Ayuntamiento de Zaragoza en la Comisión Provincial de Patrimonio.
En 2015, Heredia participó en la exposición colectiva que llevaba por título Dos siglos de arquitectura en Zaragoza. Fotografías para una ciudad, organizada por Ibercaja en Zaragoza.

## Obras destacadas
- Rehabilitación de la Lonja de Mercaderes, Zaragoza, 1987-1999.[9]

- Anteproyecto de la Rehabilitación  del palacio de Montemuzo (junto al arquitecto Ricardo Usón), Zaragoza, 1981.[10]

- Rehabilitación de la propia Puerta del Carmen, Zaragoza, 1997.[1]

- Plan Integral del Casco Histórico de Zaragoza (junto a Miguel Ángel Navarro), 2005-2012.[1]

- Recuperación un tramo de la muralla medieval de Zaragoza, 1988.[1]

- Restauración del Convento del Santo Sepulcro, Zaragoza, 1983-2000.[11]

- Rehabilitación de la fachada del caserón del antiguo Palacio de Labalsa, en la plaza Asso de Zaragoza, 1993.

- Restauración de la iglesia del Convento de Carmelitas Descalzas de Santa Teresa de Jesús, Zaragoza,  1999-2003.[11]

- Recuperación de la Casa Solans, Zaragoza, 2001.

- Rehabilitación de la Casa de Las Armas 32, Zaragoza, 2001.[12]

- Recuperación del entorno del Teatro Romano (junto a Ramón Velasco) de Zaragoza, 2003.[1]

- Recuperación del Palacio de Fuenclara, Zaragoza, 2006.[1]

- Proyecto de restauración de la torre y fachada del testero de la Iglesia parroquial de Ariño, Teruel, 2009.[13]

- Proyecto de restauración de la Iglesia de Alloza, Teruel, 2009.[13]

## Publicaciones destacadas
- Úrsula Heredia Lagunas, et. al., (ed.) Cascos históricos aragoneses, Zaragoza: Institución Fernando el Católico, Diputación de Zaragoza, 1999. ISBN 84-7820-508-X.[14]

- Úrsula Heredia Lagunas, Las casas palacio del siglo XVI en Zaragoza, Artigrama: Revista del Departamento de Historia del Arte de la Universidad de Zaragoza, 6-7, 1989-1990.[15]